# Rowlandius baracoae
Rowlandius baracoae är en spindeldjursart som först beskrevs av Armas 1989.  Rowlandius baracoae ingår i släktet Rowlandius och familjen Hubbardiidae. Inga underarter finns listade i Catalogue of Life.